# 브루노 마데르나

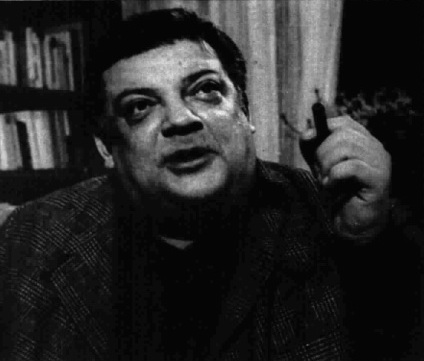
1972년 4월

브루노 마데르나(Bruno Maderna, 1920년 4월 21일 ~ 1973년 11월 13일)는 이탈리아의 지휘자이자 작곡가이다.
베네치아에서 태어났다. 시에나 음악원 졸업. 헤르만 셰르헨에게 사사. 베네치아, 밀라노, 시에나 등 이탈리아 각지의 음악원에서 배우고 제2차 세계대전 후 빈에서 셰르헨에게 지휘를 사사했다. 1954년에는 베리오와 함께 밀라노에 '전자음악 스튜디오'를 창립, 전후의 현대음악 분야에서 지도적인 위치에 있었으며 1971년부터는 밀라노 방송 수석오케스트라의 수석지휘자로서 유럽을 중심으로 많은 오케스트라에 객연하는 한편 1961년에는 앙상블 유러피언의 지휘자로서 극동공연을 가진 적이 있다. 또 후진의 지도에 진력하여 베네치아 음악원, 다름슈타트, 버크셔 음악센터, 잘츠부르크 모차르테움 음악원 등에서 교편을 잡았다.